# Vondelingenplaat
De Vondelingenplaat is een industriegebied in Rotterdam aan de noord-west kant van het eiland IJsselmonde. De Vondelingenplaat wordt begrensd door de Oude Maas in het westen, de Nieuwe Maas in het noorden, de A4 in het oosten en de A15 in het zuiden. Het complex van Shell Pernis beslaat het grootste deel van de Vondelingenplaat. Op het Shell Pernis-bedrijventerrein zijn onder andere Shin Etsu (pvc) en Hexion (basischemicaliën) gevestigd.

Verder bevindt op de Vondelingenplaat het terrein van voormalige Texaco-raffinaderij (Later opgegaan in Nerefco, daarna BP) wat daarna is opgegaan in NOVA Terminals en inmiddels deel uitmaakt van Koole Tankstorage als Koole Tankstorage Minerals. Op dit terrein bevinden zich de voormalige tankauto laadstations van BP die nu onderdeel van Koole Tankstorage zijn, en het voormalige Argos Oil met de biodieselfabriek van Dutch Biodiesel welke ook allebei in Koole Tankstorage opgegaan zijn. Ingesloten door Koole Tankstorage bevindt zich Rijnmond Energie met een 820 MW aardgasgestookte centrale van Intergen.
Daarnaast, aan de westkant van de Vondelingenplaat, bevinden zich Air Products (waterstofproductie), Olenex (palmolie), Koole Tankstorage Pernis, Arkema, Vopak met een tankauto-verlaadstation en Evides met een waterzuivering.
Geheel oostelijk is een smeermiddelenfabriek van ExxonMobil en een logistiekcentrum van Vopak.
Na de sloop van de Texacoraffinaderij is door de nieuwbouw van Rijnmond Energie en uitbreiding van de Argos Oilterminal het terrein nieuw leven ingeblazen.
Tevens heeft Intergen naast de bestaande 820 MW centrale in 2008 aanvang gemaakt voor de bouw van de Maasstroom Energie centrale van 430 MW. Deze laatste is Mei 2010 operationeel gegaan.
Daarnaast is in aanbouw een meter-ijk-station van het Nederlands Meetinstituut (NMI).

## Geschiedenis
De Vondelingenplaat dankt zijn naam aan een zandbank op het punt waar de Oude en de Nieuwe Maas samenkomen. In 1934 werden de gemeenten Hoogvliet en Pernis door Rotterdam geannexeerd. Kort daarop begon de aanleg van de Eerste Petroleumhaven (1929) en de Tweede Petroleumhaven (1938). Voor een Derde Petroleumhaven zou het dorp Pernis moeten verdwijnen, maar vanwege de woningnood direct na de oorlog is hiervan afgezien. De Derde Petroleumhaven is gerealiseerd in het Botlek-gebied ten westen van de Oude Maas.
Rotterdam Centrum ·
Rotterdam-Noord ·
Rotterdam-Oost ·
Rotterdam-West ·
Rotterdam-Zuid ·
110-Morgen ·
Afrikaanderwijk ·
Agniesebuurt ·
Bergpolder ·
Beverwaard ·
Blijdorp ·
Blijdorpse polder ·
Bloemhof ·
Boomgaardshoek ·
Bospolder-Tussendijken ·
CS-kwartier ·
Carnisserbuurt ·
Cool ·
Crooswijk ·
De Esch ·
De Veranda ·
Delfshaven ·
Delfshaven-Schiemond ·
Dijkzigt ·
Feijenoord ·
Gadering ·
Groenenhagen-Tuinenhoven ·
Groot-IJsselmonde ·
Heijplaat ·
Het Lage Land ·
Hillegersberg ·
Hillesluis ·
Homerusbuurt ·
Hordijkerveld ·
Kandelaar ·
Karl Marxbuurt ·
Katendrecht ·
Kiefhoek ·
Kleinpolder ·
Kleiwegkwartier ·
Kop van Zuid ·
Kralingen ·
Kralingse Veer ·
Kreekhuizen ·
Landzicht ·
Liskwartier ·
Lloydkwartier ·
Lombardijen ·
Meeuwenplaat ·
Middelland ·
Middengebied ·
Millinxbuurt ·
Molenlaankwartier ·
Molièrebuurt ·
Nesselande ·
Nieuw Engeland ·
Nieuw-Mathenesse ·
Nieuwe Westen ·
Nooddorp ·
Noordereiland ·
Ommoord ·
Oosterflank ·
Oud-Charlois ·
Oud-IJsselmonde ·
Oud-Mathenesse ·
Oude Noorden ·
Oude Westen ·
Oudeland ·
Overschie ·
Pendrecht ·
Prinsenland ·
Provenierswijk ·
Reyeroord ·
Rubroek ·
Sagenbuurt ·
Scheepvaartkwartier ·
Schiebroek ·
Schiemond ·
's-Gravenland ·
Smeetsland ·
Spaanse Polder ·
Spangen ·
Sportdorp ·
Stadsdriehoek ·
Struisenburg ·
Tarwewijk ·
Terbregge ·
Tussenwater ·
Varenbuurt ·
Vondelingenplaat ·
Vreewijk ·
Waalhaven ·
Westpunt ·
Wielewaal ·
Witte Dorp ·
Zalmplaat ·
Zenobuurt ·
Zestienhoven ·
Zevenkamp ·
Zomerland ·
Zuidwijk